# Giovanni Gabrielli
Giovanni Gabrielli (... – 25 giugno 1400) è stato un arcivescovo cattolico italiano.

## Biografia
Uomo colto e di nobile famiglia, una volta trasferitosi a Roma diventò luogotenente dell'auditore della Camera Apostolica e "canonico Coronense". Dopo aver servito papa Bonifacio IX come cappellano, nel 1391 fu nominato vescovo di Massa Marittima, carica che ricoprì fino al 1394 quando venne elevato al rango di arcivescovo di Pisa. Rimase a capo dell'arcidiocesi toscana fino alla morte, avvenuta nel 1400. Fu sepolto nel Camposanto monumentale pisano, nella cosiddetta sepoltura degli arcivescovi.
Durante il suo mandato a Massa Marittima operò con successo come legato pontificio in Polonia e Lituania, alla corte di Ladislao II, per sanare le discordie tra il re e i Cavalieri Teutonici.